# Artur Kirilenko
Pour les articles homonymes, voir Kirilenko.
Artur Vladimirovich Kirilenko (en russe : Арту́р Влади́мирович Кириле́нко), né le 22 juin 1972, est un entrepreneur russe, propriétaire et PDG, de 1994 à 2010, de l’une des plus importantes sociétés de promotion immobilière de Saint-Pétersbourg, Stroymontazh. 
En 2008, le magazine Finance a estimé sa fortune personnelle à 1,1 milliard de dollars (USD), le faisait figurer dans la liste des cent personnes les plus riches de Russie (à la 91e place), et le classait parmi les dix hommes d’affaires les plus riches de Saint-Pétersbourg.

## Biographie
Diplômé en 2000 en économie et gestion, spécialité construction, de l'Université d’État d’Architecture et de Génie Civil de Saint-Pétersbourg, il soutient en 2002 sa thèse sur la compétitivité dans le secteur de la construction et obtient son Doctorat en économie à l’Université d’État d’Architecture et de Génie Civil de Saint-Pétersbourg.
Diplômé en 1989 d’un lycée technique industriel (appelé à l’époque « lycée technique Gorlovsky de l’Université nationale de Donetsk »), il travaille pendant dix-huit mois comme mineur avant d’effectuer son service militaire en 1991 et 1992.

### Vie privée
Marié, il a un fils et deux filles.

### Stroymontazh
En 1994, il fonde à Saint-Pétersbourg avec Sergueï Polonsky la société de construction Stroymontazh, dont il est le propriétaire et le PDG de 1994 à 2010. Lorsque Stroymontazh ouvre une filiale à Moscou en 2000, son associé Sergueï Polonsky s’installe dans la capitale, tandis que Kirilenko se consacre au marché de Saint-Pétersbourg. En 2002, Polonsky et Kirilenko se partagent l’entreprise, et Polonsky donne en 2004 le nom de Mirax Group à la filiale moscovite de Stroymontazh, avant de quitter finalement la société mère. À la suite de la scission de l’entreprise, Artur Kirilenko devient le principal actionnaire de Stroymontazh. 
Avec un chiffre d’affaires de plus de 5 500 000 000 de roubles Stroymontazh contrôle environ 10 % du marché de la construction à Saint-Pétersbourg, dans le secteur résidentiel. La société achève et commande 286 000 m2 d’immobilier résidentiel en 2008. La société a depuis sa création construit plus de 800 000 m2 d’immobilier résidentiel et de 60 000 m2 d’immobilier commercial. La société subit des pertes considérables en raison de la crise financière et économique de 2008-2010 et d’un litige commercial avec un de ses créanciers, Baltisky Bank. Stroymontazh est placé en 2010 sous administration judiciaire, et la société est liquidée en juillet 2015. Artur Kirilenko vit en Espagne depuis 2012.

#### Litiges
Au plus fort de la crise financière et économique, en 2008, alors que le secteur du bâtiment subit une forte pénurie de liquidités, Baltisky Bank, l’un des créanciers de Stroymontazh, augmente à plusieurs reprises le taux d’intérêt de ses prêts en cours, puis réclame leur remboursement immédiat, avant leur échéance. La situation se transforme en 2009 en un conflit ouvert, après que Baltisky Bank ait entamé plusieurs actions en justice contre Stroymontazh visant à saisir les biens de la société pour un prix inférieur à leur valeur de marché. Fin avril 2009, Baltisky Bank lance deux procédures civiles contre le principal actionnaire de Stroymontazh, Artur Kirilenko, qui était caution de la société pour certains de ses emprunts, procédures ensuite abandonnées par la justice. 
Les poursuites pénales à l’encontre de M. Kirilenko, qui font suite à ce contentieux, ont également été abandonnées en 2011 après que l’enquête n’ait révélé aucun indice d’actes répréhensibles de sa part. L’enquête a montré que toutes les transactions relatives aux actifs de Stroymontazh effectuées avant que la société ne se retrouve sous administration judiciaire étaient financièrement justifiées, « à savoir qu’elles ont, en améliorant sa situation financière, permis à la société de terminer la construction de propriétés résidentielles pour le compte d’investisseurs privés et de rembourser les sommes dues à d’autres créanciers ». 
L’enquête n’a constaté aucun indice d’activité frauduleuse comme le favoritisme (d’un créancier avantagé pendant la période suspecte), la dissimulation du patrimoine ou un autre acte pénalement répréhensible lié à la procédure de cessation de paiements. Stroymontazh initie en 2009 une procédure de cessation de paiements, en affirmant qu’il s’agit d’une « mesure nécessaire » afin de défendre les intérêts des investisseurs privés, en particulier des futurs propriétaires de logements (« dolchtchiki »), contre les actions hostiles de Baltisky Bank.
La justice accorde en 2010 à Stroymontazh l’application du droit des faillites, la société est placée sous administration judiciaire et Kirilenko démissionne du poste de PDG de la société. Au moment où démarre cette procédure de cessation de paiements, Stroymontazh a achevé la totalité de ses projets de construction résidentielle, respecté ses engagements à l’égard des investisseurs futurs propriétaires de logements dans le cadre de systèmes de baux avec participation, et restructuré sa dette auprès de tous ses créanciers : Banque de Saint-Pétersbourg, Sberbank, Alfa-Bank, Baltinvestbank, Rosbank, Credit Europa Bank, et autres, à l’exception de la seule Baltisky Bank qui rejette la proposition de restructuration.
Le tribunal du district de Petrograd, à Saint-Pétersbourg, confirme en février 2015 l’accord de règlement entre les filiales de Baltisky Bank et Kirilenko, en tant que caution de Stroymontazh, relativement à toutes les dettes en souffrance à ce moment. Baltisky Bank fait depuis juillet 2015 l’objet d’une procédure de sauvetage et de restructuration, sous la conduite d’Alfa-Bank, alors que son ancien propriétaire, Oleg Chigaev, celui-là même à l’origine de la faillite de Stroymontazh, est placé sur la liste des personnes recherchées et poursuivi pour fraude et pour blanchiment d’argent,.

## Prix
- Prix russe du Bâtisseur honoraire[réf. nécessaire].